# Browning Arms Company

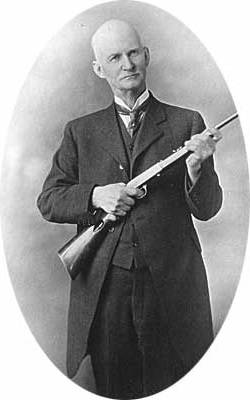
John Moses Browning, (1855 – 1926)

Browning Arms Company (originalmente John Moses Browning and Matthew Sandifer Company) es un fabricante de armas de fuego. Fundada en 1927 en Ogden, Utah, ofrece una gran variedad de armas de fuego, incluyendo escopetas, rifles, pistolas, armas de fuego de percusión anular, cuchillos de caza y arcos deportivos.

## Historia
La compañía fue fundada para comercializar los diseños deportivos (no militares) de John Browning, uno de los inventores de armas de fuego más prolíficos del mundo. Casi todos los diseños de John Browning han sido fabricadas por otras compañías, incluyendo Winchester, Colt, Remington, Fabrique Nationale d'Herstal de Bélgica, y Miroku. Browning es actualmente una subsidiaria propiedad del Grupo Herstal.
Browning Arms Company es conocida principalmente por la escopeta BPS, el fusil A-Bolt, el fusil X-Bolt, la escopeta semiautomática Auto-5, el fusil BAR, y la pistola Hi-Power. Browning también fabrica las escopetas de la serie Cynergy.
Además de armas, Browning vende también una amplia variedad de productos tales como cajas fuertes para armas, cuchillos, accesorios para tiro y ropa.
Browning era patrocinador del programa de caza Goin 'Country, organizado por Kristy Lee Cook, que se emitía en el canal Versus antes de que se convirtiera en el canal de deportes de la NBC. La relación entre Cook y Browning comenzó después de que ella apareciera en el concurso American Idol con un sombrero de Browning.

## Armas de fuego
ESCOPETAS
- Browning B-25
- FN-Browning B-25 Special Hunter
- FN-Browning B-25 Special Plato
- FN-Browning B-25 Special Becada
- FN-Browning B-25 Special EI
- FN-Browning B-25 Trap Evolution
- FN-Browning B-25 Skeet 105 Grade B11
- FN-Browning B-25 RC 207 Gold 25
- Browning BSL Grade LC1
- Browning BSL Grade LC2
- Browning SBS
- FN-Browning B-2000
- FN-Browning A-500
- FN-Browning A-500G
- FN-Browning A-500R
- FN-Browning B-26
- Browning B125
- Browning B425
- Browning B625 Citori
- Browning Citori
- Browning Citori Pre-Type I
- Browning Citori Type I
- Browning Citori Type II
- Browning Citori Type III
- Browning Gti
- Browning Xt
- Browning Gts
- FN-Browning A-5 One
- FN-Browning A-5 One Composite
- FN-Browning A-5 Ultimate Ducks
- FN-Browning A-5 Ultimate Partridges
- FN-Browning A-5 Camo Max4 Super Magnum
- FN-Browning A-5 Camo Infinity Super Magnum
- Browning Cynergy Hunter
- Browning Cynergy Sporter
- Browning Cynergy Trap
- Browning Cynergy Black Silver
- Browning Cynergy Uncut
- Browning Grand Prix
- Browning Heritage Hunter
- Browning Heritage Sporter
- Browning Ultra X
- Browning Ultra XT
- Browning Ultra XTR
- Browning Ultra XTR Midas
- Browning Ultra XSH
- Browning Ultra XS
- Browning Bps
- Browning Auto 5
- Browning Double Automatic
- FN-Browning Maxus One
- FN-Browning Maxus Premium Grade 3
- FN-Browning Maxus Sporting Carbon Fiber
- FN-Browning Maxus Camo Moinf
- FN-Browning Maxus Camo Max 5
- FN-Browning Maxus One Composite
- FN-Browning Maxus One Composite 3,5
- FN-Browning Maxus Ultimate Partridges
- FN-Browning Gold
- FN-Browning Gold Sporting Clays
- FN-Browning Gold Sporting Clays Dura-Touch
- FN-Browning Gold Hunter
- FN-Browning Gold Camo
- FN-Browning Gold Light
- FN-Browning Gold Fusion
- FN-Browning Gold Fusion Evolve
- FN-Browning Gold Fusion Evolve II
- FN-Browning Gold Fusion Evolve II Silver
- FN-Browning Fusion Ultimate
- FN-Browning Fusion Combo
- FN-Browning Fusion Slug
- FN-Browning Phoenix
- FN-Browning B-80
- Browning B-325
- Browning B-525 Hunter
- Browning B-525 Sporter
- Browning B-725 Pro Trap
- Browning B-725 Sporter
- Browning B-725 Hunter

RIFLES
- Browning A-Bolt
- Browning A-Bolt Medallion
- Browning A-Bolt Stainless
- Browning A-Bolt 3 Composite
- Browning A-Bolt 3 Composite Threaded
- Browning A-Bolt Composite Stalker
- Browning A-Bolt Composite Stalker Sight
- Browning A-Bolt Composite Stalker UK
- Browning B78 Sporter
- Browning Eurobolt
- Browning X-Bolt
- Browning X-Bolt Hunter Super Feather Sights
- Browning X-Bolt Hunter Super Feather Left Hand Sights
- Browning X-Bolt Monte Carlo Super Feather
- Browning X-Bolt Hunter Super Feather
- Browning X-Bolt Hunter Super Feather Left Hand
- Browning X-Bolt Varmint GRS Super Feather Threaded
- Browning X-Bolt Hunter Eclipse Super Feather Threaded
- Browning X-Bolt Stainless Super Feather
- Browning X-Bolt Stainless Super Feather Fluted Threaded
- Browning X-Bolt Varmint Super Feather Threaded
- Browning X-Bolt Composite Super Feather Recoil Reducer
- Browning X-Bolt Composite Super Feather
- FN-Browning Acera
- FN-Browning Acera Affut
- FN-Browning Acera Elite
- FN-Browning Acera Stutzen
- Browning Blr Battue
- Browning Blr Affut
- Browning Blr LightWeight PG Battue
- Browning Blr LightWeight PG
- Browning Bar
- FN-Browning Bar Match
- FN-Browning Bar MK1
- FN-Browning Bar MK1 Grade D
- FN-Browning Bar MK2
- FN-Browning Bar MK2 Battue Light
- FN-Browning Bar MK2 Affut
- FN-Browning Bar MK2 Steel Affut Boss
- FN-Browning Bar MK2 Light Battue Prima
- FN-Browning Bar MK2 Light Battue Luxe
- FN-Browning Bar MK2 Light Stalker
- FN-Browning Bar MK2 Light Camo
- FN-Browning Bar MK2 Steel Safari
- FN-Browning Bar MK2 Steel Battue
- FN-Browning Bar MK2 Evolve
- FN-Browning Bar MK2 LongTrack / Shortrack
- FN-Browning Bar MK2 LongTrack / Shortrack Eclipse
- FN-Browning Bar MK2 LongTrack / Shortrack Elite
- FN-Browning Bar MK2 Eclipse
- FN-Browning Bar MK2 Eclipse Left Hand
- FN-Browning Bar MK2 Zenith Ultimate HC
- FN-Browning Bar MK2 Zenith Big Game HC
- FN-Browning Bar MK2 Zenith Wood HC
- FN-Browning Bar MK2 Zenith Wood Affut HC
- FN-Browning Bar MK3 Hunter
- FN-Browning Bar MK3 Composite
- FN-Browning Bar MK3 Eclipse
- FN-Browning Bar MK3 Tracker HC
- FN-Browning Bar MK3 Hunter Nero Thumbole Fluted
- FN-Browning Dualis
- FN-Browning Dualis Battue
- Browning BMS
- Browning BMM African
- FN-Browning CCS-25
- Browning CCS-525 Elite
- FN-Browning Express Herstal
- FN-Browning Maral
- FN-Browning Maral Threaded

CARABINAS 22LR
- Browning SA-22
- FN-Browning SA-22 Grade 2
- Browning BL Grade 2
- Browning BL Grade 2 MG9
- Browning T-Bolt
- Browning T-Bolt Composite Sporter Threaded
- Browning T-Bolt Sporter Threaded
- Browning T-Bolt Target Varmint Threaded 16,5''
- Browning T-Bolt Target Varmint Threaded 19''
- Browning Buck-Mark Sporter Rifle
- Browning Buck-Mark Classic Target Rifle

PISTOLAS
- FN-Browning M1900
- FN-Browning M1903
- FN-Browning M1905 Vest Pocket
- FN-Browning M1906 Baby
- FN-Browning M1910
- FN-Browning M1922
- FN-Browning M1955
- FN-Browning M1971
- FN-Browning GP-35
- FN-Browning GP-35 MK III S
- FN-Browning GP-35 Vigilante Ajustable
- FN-Browning GP-35 Practical Ajustable
- FN-Browning GP-35 Silver Chrome
- FN-Browning BDA
- FN-Browning Pro 9
- Browning Buck Mark
- Browning Buck Mark Plus
- Browning Buck Mark Standard Nickel
- Browning Buck Mark Target 5.5
- Browning Buck Mark Bullseye
- Browning 1911
- Browning HP

CARABINAS AIRE COMPRIMIDO
- Browning Vectis 026
- Browning Vectis 032
- Browning Vectis 220

AMETRALLADORAS
- Browning M2
- Browning M1917
- Browning M1919
- Browning WZ. 1928
- Browning-Colt M1815

## Calzado

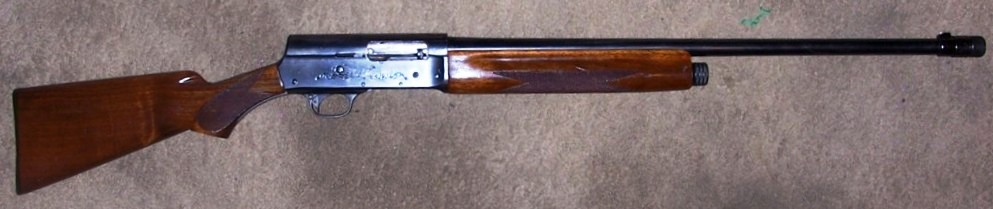
Una Browning Auto-5.

Browning introdujo una línea de botas de caza en 1968, y continuó diseñando y fabricando calzado a través de proveedores externos hasta 2001. En ese año, llegó a un acuerdo de licencia con HH Brown Shoe Company, con sede en Connecticut, una filial de Berkshire Hathaway, para la fabricación de calzado Browning.
La línea de productos incluye la colección de John M. Browning, de campo y “Game Series”, y las líneas deportivas y acuáticas. La línea ha crecido hasta incluir botas de cuero de canguro, botas de goma y botas de caza de montaña.

## Cuchillos

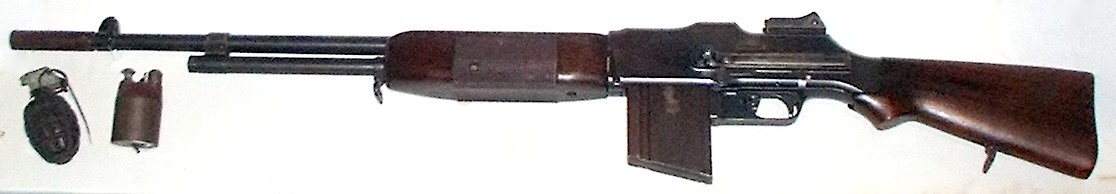
Un fusil Browning BAR M1918.

En 1968, Browning introdujo una línea de cubiertos en forma de 3 de hoja fija, cuchillos de caza y un cuchillo plegable diseñado por encargo del fabricante de cuchillos Gil Hibben. Con los años la línea ha crecido, y Browning se ha asociado con otros fabricantes de cuchillos como Jerry Fisk, Bailey Bradshaw, John Fitch, Joseph Keeslar y James Crowell, de la Sociedad Americana Bladesmith. En 2004 Browning se asoció con varios fabricantes de cuchillos personalizados para producir la serie "Living History Knives", para honrar a los generales y batallas americanas famosas. La línea incluyó un “Liberty Tree Knife” hecho por Larry Harley, un cuchillo de Robert E. Lee y un cuchillo “Álamo” para honrar a Jim Bowie, diseñado por Jerry Fisk; un cuchillo “Ike” para honrar a Dwight David Eisenhower diseñado por Jim Crowell, y un cuchillo “Crazy Horse” hecho por Brent Evans. Browning se ha asociado recientemente con Big-Game Hunter, con Russ Kommer como diseñador.

### Citas
1. ↑  «Línea de productos Browning» (en inglés). Archivado desde el original el 13 de agosto de 2007. Consultado el 17 de febrero de 2014.
2. ↑  Freeman (Mail Tribune), Mark (26 de agosto de 2010). «Kristy Lee Cook is on the hunt» (en inglés). Archivado desde el original el 22 de diciembre de 2015. Consultado el 17 de febrero de 2014.
3. ↑  Borwning.com. «Línea de botas Browning» (en inglés). Archivado desde el original el 16 de febrero de 2014. Consultado el 17 de febrero de 2014. «Sitio web oficial».
4. ↑  Browning.com (1 de enero de 2006). «Browning Introduces Master Knifemaker Series Collection for 2006» (en inglés). Archivado desde el original el 8 de julio de 2011. Consultado el 17 de febrero de 2014. «Nota de prensa».
5. ↑  Miller, David (2008). The History of Browning Firearms (en inglés). Globe Pequot. pp. 124-125. ISBN 978-1-59228-910-3.
6. ↑  Browning.com (22 de febrero de 2011). «Russ Kommer builds a custom knife for Browning TV show host» (en inglés). Archivado desde el original el 14 de mayo de 2011. Consultado el 18 de febrero de 2014. «Nota de prensa».